# Matija Bećković
Œuvres principales
- Kaža (?)
- Vera Pavladoljska (1962)

Compléments
- Ancien étudiant de la Faculté de philologie de l'université de Belgrade
- Membre de l'Académie serbe des sciences et des arts (1991)

Matija Bećković (en serbe cyrillique : Матија Бећковић ; né le 29 novembre 1939 à Senta) est un écrivain et un poète serbe originaire du Monténégro. Il est considéré comme l'un des poètes serbes les plus importants du XXe siècle. Il est membre de l'Académie serbe des Sciences et des Arts..

## Éléments biographiques
Matija Bećković est né à Senta, dans la province autonome de Voïvodine.
Il fit ses études au Lycée de Valjevo, d'où il sortit diplômé en 1958. À cette époque, il publia son premier poème dans le journal Mlada Kultura. C'est également à Valjevo que Bećković rencontra Vera Pavladoljska, qui allait devenir sa femme et le rester jusqu'à sa mort. Il lui dédia un poème publié en 1960, poème qui figure parmi ses créations les plus connues.
Après le Lycée, Matija Bećković entra à la Faculté de philologie de l'université de Belgrade, où il obtint un diplôme en littérature.
En 1983, il devint membre correspondant de l'Académie serbe des Sciences et des Arts et en fut élu membre de plein droit en 1991. Bećković est un des rares membres de l'Académie qui critiqua Slobodan Milošević, et cela dès 1991. Il participa à de nombreuses manifestations de protestation contre le régime de Milošević.
Bećković est un ami intime du premier ministre Vojislav Koštunica et un militant du Parti démocratique de Serbie. Membre du Conseil de la couronne, il est fervent partisan de la restauration de la monarchie.

## Sa poésie
Bećković est en partie un écrivain régionaliste. Dans son œuvre, il utilise des archaïsmes et des tournures du dialecte monténégrin.
D'allure souvent rhétorique, ses œuvres évoquent l'amour, la politique mais aussi la théologie.

## Œuvres principales
- Vera Pavladoljska
- Metak Lutalica
- Tako je govorio Matija
- Dr Janez Paćuka o medjuvremenu
- O medjuvremenu
- ČE: Tragedija koja traje
- Reče mi jedan čoek
- Medja Vuka Manitoga
- Lele i kuku
- Dva sveta
- Poeme
- Služba Svetom Savi
- O Njegošu
- Kaža
- Čiji si ti mali?
- Nadkokot
- Služba
- Sabrane pesme
- Kosovo najskuplja srpska reč
- Ćeraćemo se još

### Articles connes
- Liste d'écrivains serbes
- Académie serbe des Sciences et des Arts